# Pogonatum belangeri
Pogonatum belangeri là một loài Rêu trong họ Polytrichaceae. Loài này được (Müll. Hal.) A. Jaeger miêu tả khoa học đầu tiên năm 1875.